# Meinhard Erlacher
Meinhard Erlacher (Brunico, 15 luglio 1982) è un ex snowboarder italiano.

## Biografia
Residenta a San Vigilio di Marebbe, Erlacher è uno specialista dello slalom e dello gigante. Ha esordito nella Coppa del Mondo di snowboard il 17 gennaio 2001 nel gigante parallelo di Plan de Corones giungendo 40º. Nel 2002 ha conquistato la medaglia di bronzo ai Mondiali juniores di Rovaniemi (in Finlandia), piazzandosi al terzo posto nel gigante parallelo. Il 25 febbraio 2005 conquista il primo podio in Coppa del Mondo, salendo sul terzo gradino del podio nello slalom parallelo disputato a Sungwoo in Corea del Sud.
Ha partecipato sia ai XX Giochi olimpici invernali di Torino 2006 che all'edizione successiva di Vancouver 2010, ottenendo rispettivamente un 22º e un 21º posto nel gigante parallelo e a diverse edizioni dei Mondiali durante i quali, come miglior prestazione, può vantare un 8º piazzamento nello gigante parallelo di Whistler 2005.
Lo snowboarder si è aggiudicato anche cinque titoli italiani, di cui tre nel gigante parallelo e due in gigante.

## Palmarès

### Mondiali juniores
- 1 medaglia:
  - 1 bronzo (slalom gigante parallelo a Rovaniemi 2002)

### Coppa del Mondo
- Miglior piazzamento in classifica generale: 33º nel 2011
- Miglior piazzamento nella Coppa del Mondo di parallelo: 14º nel 2005 e nel 2009
- Miglior piazzamento nella Coppa del Mondo di slalom gigante parallelo: 25º nel 2013
- Miglior piazzamento nella Coppa del Mondo di slalom parallelo: 31º nel 2013
- 2 podi:
  - 2 terzi posti

### Campionati italiani
- 15 medaglie:
  - 5 ori
  - 2 argenti
  - 8 bronzi